# Cimitero militare britannico di Udine
Il cimitero militare britannico di Udine è un cimitero militare sito sulla piana di Adegliacco, comune di Tavagnacco, nella primissima periferia nord di Udine nella Regione autonoma Friuli-Venezia Giulia.

## Storia
Il camposanto, di ettari 0.27.60, è stato costruito ed è curato dalla Commonwealth War Graves Commission (CWGC). L’architetto che lo progettò è Louis De Soissons.
Riposano 415 militari - perlopiù ventenni - provenienti da territori del Commonwealth britannico, di cui 14 non identificati, caduti nel corso della seconda guerra mondiale (1939-1945).
Ogni singola lapide, in marmo bianco, reca inciso nella parte superiore l’emblema nazionale o lo stemma del reparto o reggimento, seguito dal grado, nome, numero di matricola, data del decesso ed età, mentre, nella parte inferiore, una frase scelta dai congiunti.
Tra le tombe:
- un monumento che rievoca un soldato senza nome riesumato dal cimitero di Romans d’Isonzo.[3]
- spoglie dei Caduti degli ultimi giorni di guerra in Italia, alcuni prigionieri di guerra aviatori e soldati dei presidi e pazienti dell’ospedale militare britannico di Udine.[4]

Il cimitero, ubicato in via Vittorio Alfieri ad Adegliacco, è raggiungibile dalla strada statale Pontebbana che dal capoluogo friulano porta al confine con l’Austria.

## Spoglie
Le spoglie dei 415 militari caduti accolti nel cimitero militare britannico di Udine appartengono ai seguenti Paesi:
- 317 del Regno Unito
- 11 dell'Australia
- 41 della Nuova Zelanda
- 40 del Sudafrica
- 4 Pioneer Corps dell’Africa del Sud
- 1 non identificato

## Galleria d'immagini

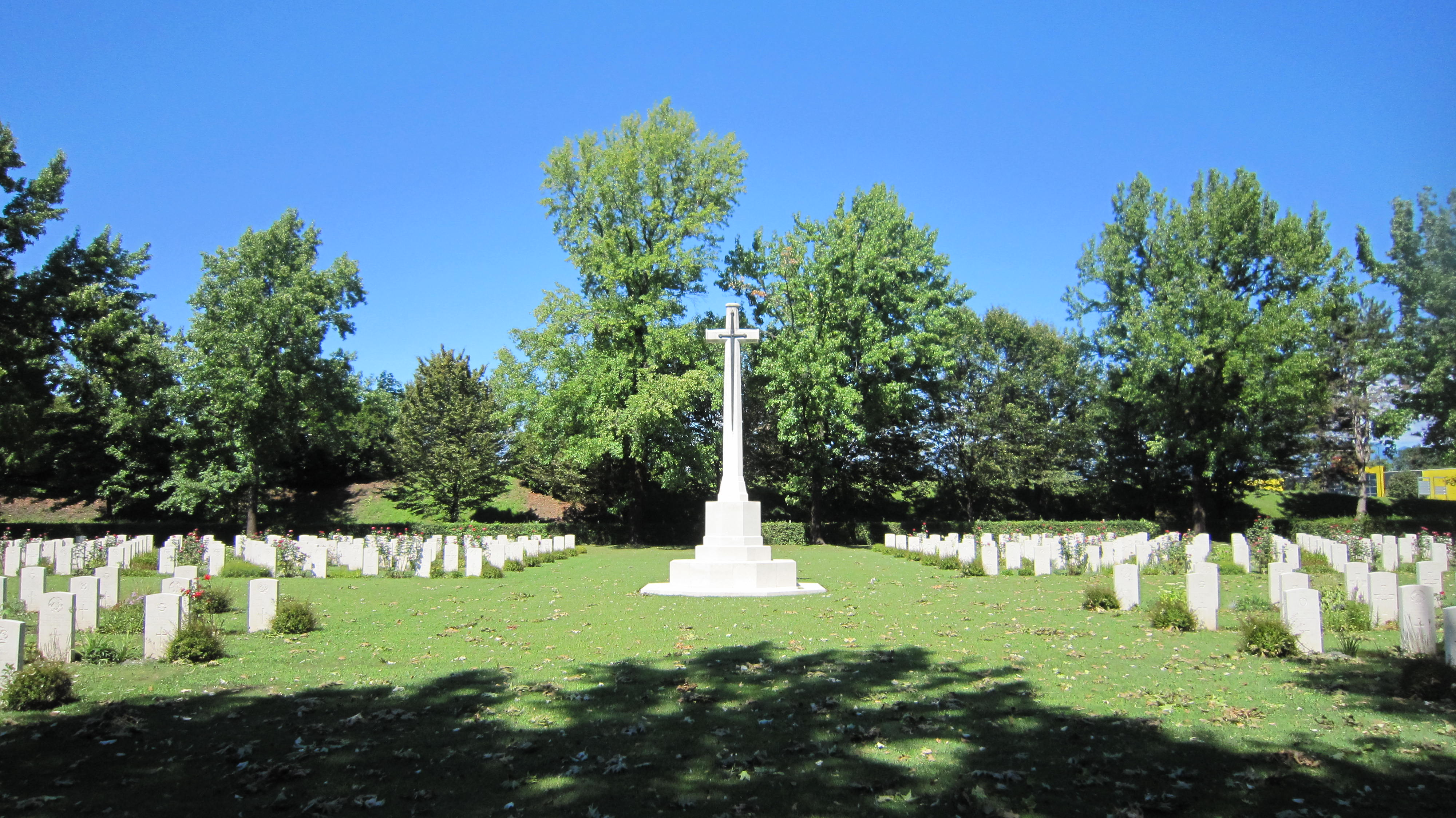
area centrale
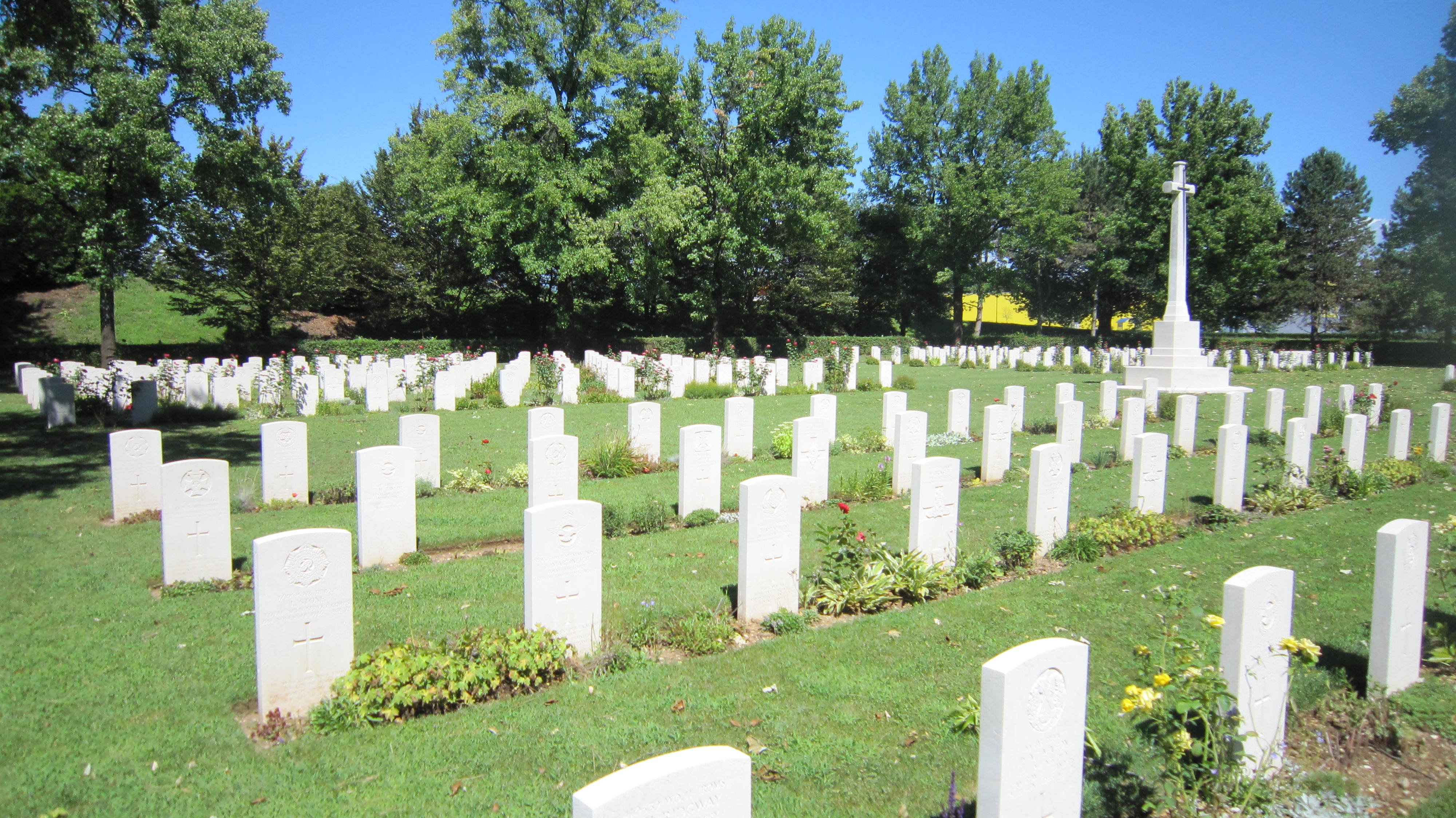
vista sud-est
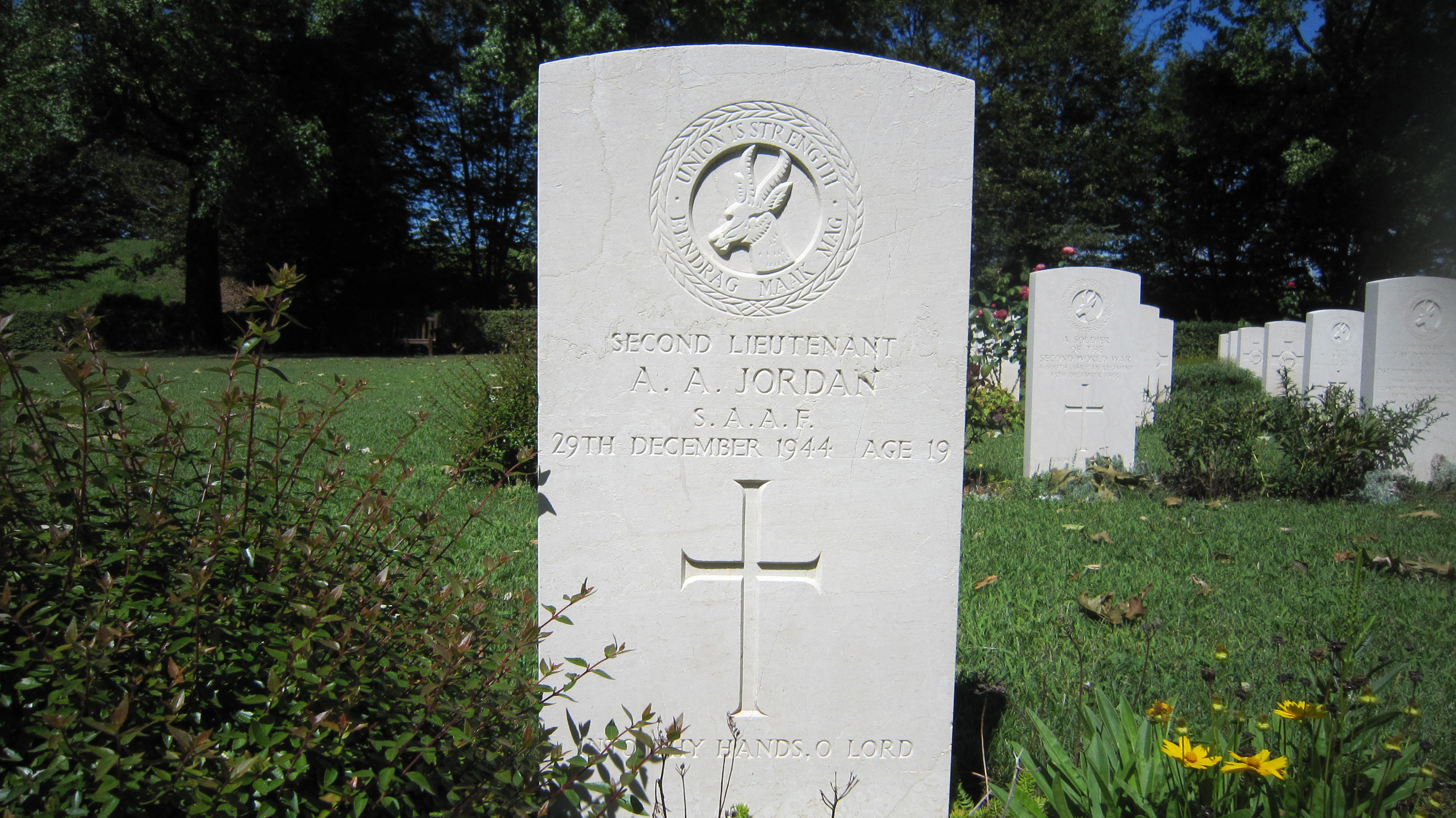
particolare di una tomba